# Club africain (natation)
Le Club africain est un club tunisien de natation basé à Tunis.

## Palmarès
- Championnat de Tunisie de natation (16) :
  - Championnat d'été : 2006 à 2016
  - Championnat d'hiver : 2010, 2011, 2013, 2014 2015

## Nageurs

### Actuels
- Rami Garbouji
- Rajah Kraiem
- Zeineb Khalfallah
- Sarra Lajnef
- Taha Mrabet
- Taki Mrabet
- Talel Mrabet
- Fedi Jedidi
- Asma Sammoud
- Senda Sammoud
- Iheb Sassi
- Selima Lakhdher
- Belarbi Ahmed
- Yosr Samaali
- Aziz Ghaffari
- Seif Mahdhaoui
- Cyrine Hambli
- Samar Gmaach
- Houssem Milli
- Oussema Jlassi
- Houssem Khelifi
- Malek Jedidi
- Marouen Jedidi
- Abderaouf Touati
- Anis Godhabane
- Hamza Boussif
- Habiba Rezgui
- Mootaz Baccari
- Mariem Rezgui
- Hiba Ftiriche
- Sarra Chaouachi
- Fatma Kraiem
- Rahma Zaybi
- Nour Elfil
- Mohamed Manai
- Rahma Bouhaha
- Baya Bouhaha
- Omayma Belloumi
- Omar Belloumi
- Med Aziz Slama
- Khaireddine Satouri
- Melek Masmoudi
- Romdhani Adem
- Masante Omar
- Eya Boughanda
- Yosr Chourabi
- Hbiba Belghith
- Seif Zoghbi

### Formés
- Maroua Mathlouthi
- Ahmed Mathlouthi

### Emblématiques
- Ali Gharbi
- Faten Ghattas